# Val-d’Arc
Val-d’Arc – gmina we Francji, w regionie Owernia-Rodan-Alpy, w departamencie Sabaudia. W 2016 roku liczba ludności wynosiła 2032 mieszkańców. 
Gmina została utworzona 1 stycznia 2019 roku z połączenia dwóch ówczesnych gmin: Aiguebelle oraz Randens. Siedzibą gminy została miejscowość Randens. 